# Бјелимићи
Бјелимићи су заједница села која се налазе у југоисточном дијелу општине Коњиц, нешто мање од 30 км од Борачког језера, између планина Височице, Трескавице и Црвња. Имају статус мјесне заједнице.

## Назив
Назив Бјелимићи често се погрешно поистовјећује и мијеша с централним дијелом овога краја, са селом Оџаци. Неријетко се може чути да становништво периферних бјелимићких села иде у школу или у продавницу у Бјелимиће. Могуће је да сам назив Бјелимићи вјероватно има везе са бијелим сњежним покривачем јер се сњегови задрже у овом крају нешто дуже него у сусједним мјестима Главатичево и Жупа Загорска. Међутим, у својим истраживањима и сам Павао Анђелић оставља могућност да се назив Бјелимићи може повезати и са средњовјековним презименом Бјелим, односно Бјелимлић. Бјелимлићи су се одселили још за вријеме Османлија. Да то има неке везе показује и већи број стећака у мјесту Полице усред Височице, а један предио у селу Јежепросина у срцу Бјелимића „без икаква разлога” зове се Бјелим. Бјелимићи су предио који попуњава простор између планине Височице и ријеке Неретве.

## Историја
У касном средњем вијеку Бјелимићи су били унутар управног среза средњовјековног Велетина. Велетин је са својим управним срезом спадао у жупу Загорје која је и припадала босанској држави. Не зна се да ли је прије ова жупа била у посједу хумских велможа Санковића. У 15. вијеку жупа Загорје била је у посједу хумских војвода Косача. Иако су Бјелимићи били у њиховом посједу, извори од 1442. до 1465. наводе да су у Босни. Сам Велетин први пут се спомиње у историјским изворима 1442, а онда три пута током 1465. године. Један дубровачки извор од 29. јуна 1442. спомиње да Велетин (са читавим Бјелимићима) припада Босни. Извор од 4. априла 1465. доноси закључак да је управитељ града у то доба био познати властелин Јурај Чемеровић. Јурај Чемеровић је био познати дипломата кога је војвода и херцег Стефан Вукчић Косача неколико пута слао у Италију. Чемеровићи су имали свој двор у Оџацима (недалеко од села Дољани) као и своје посједе, који су касније били у тимару бегова Шурковића. Град Велетин се спомиње као посјед Косача у повељама из 1444, 1448. и 1454. Нема података о функционисању града у периоду Османлија. Утврђење Велетин је саграђено далеко од саобраћајница, али се у повељи из 1442. спомиње његово подграђе, гдје се данас налази село Оцркавље. Овај дио херцегове земље пао је под османску власт још 1465. године. Дољани се спомињу у попису санџака вилајета Херцеговина који је направљен у периоду од 1475. до 1477.

## Мјесна заједница
Бјелимићи су предио од више села у општини Коњиц. Једно од тих села зове се Оџаци, а од давнина је постојбина беговске породице Шурковић. Ту је било више оџака и три куле. Господари тих кула били су (око 1900) Ферхадбег, Сејдибег (умро 1906) и Ханефија. Сејдибегова кула (14x14 м) и данас је узгор и то приземље и први спрат и у њој се станује. Фехрадбегова је кула (13x9 м) била на два спрата, а исто тако и Ханефијина, која је срушена 1947, а камен је употријебљен за градњу задружног дома. Иако не постоје писани трагови, усменом предајом се преноси да су оснивачи џамије у Оџацима бегови Шурковићи.
Мјесна заједница Бјелимићи је заједница села Оџаци, Јежепросина, Свијенча, Лука, Вранићи, Градељина, Аргуд, Читлук, Горња Љубуча, Доња Љубуча, Мокро, Оцркавље, Дољани, Забрђани, Тиње, Заводац и Стране, Сопот, Велуша, Плочник. Прије рата у Босни и Херцеговини постојала су и села Ситник и Црновићи. Данас нико више не живи у тим селима. Послије рата Бјелимићима су припала и нека од села Жупе Загорске, и то Луко, Брда, Поље, Зеломићи, Љута и Хотовље и шест села са друге стране Неретве, и то Вилишта, Рајац, Гапићи, Совице, Стубљаци и Залужје. Ратна миграција становништва учинила је то да данас у тим селима има по један или два домаћинства. Централни дио мјесне заједнице чини село Оџаци.